# Квалификации за Световното първенство по футбол 1950

## Накратко
За СП 1950 в Бразилия молба за участие подават 34 отбора, което е нов рекорд по брой участници. Сред тях са:
- 16 отбора от Европа (вкл. защитаващия титлата Италия)
- 3 отбора от Близкия изток
- 8 отбора от Южна Америка (вкл. домакина Бразилия)
- 3 отбора от Северна и Централна Америка
- 4 отбора от Югоизточна Азия

От Африка и Океания не пристигат молби. Тъй като във финалната фаза участват 16 отбора, а настоящият световен шампион Италия и домакинът Бразилия получават директна квота, то останалите 32 отбора се борят за 14 места. 9 отбора се оттеглят от участие по време на квалификационните кръгове, което класира четири отбора без да са изиграли квалификационна среща.
16-те места за финалната фаза се разпределят както следва:
| Настоящ шампион:                 | Италия    |             | Домакин: | Бразилия  |
| 7 от Европа и Близкия изток      | Англия    | Шотландия * | Турция * | Югославия |
|                                  | Швейцария | Швеция      | Испания  |           |
| 4 от Южна Америка                | Чили      | Боливия     | Уругвай  | Парагвай  |
| 2 от Северна и Централна Америка | Мексико   | САЩ         |          |           |
| 1 от Югоизточна Азия             | Индия *   |             |          |           |

- Отборите на Индия, Шотландия и Турция се отказват от участие във финалната фаза в Бразилия. Освободените места за европейските отбори са предложени на Франция и Португалия, но и те отказват. Затова финалната фаза се провежда само с 13 отбора.

## Европа и Близкия изток
Италия се класира директно за финалите в Бразилия като действащ шампион. От тогавашните три съществуващи германски държави никоя не взема участие, тъй като ФРГ е приета отново във ФИФА след световното първенство, а отборите на Саарланд и на ГДР все още не са в състояние да вземат участие. Останалите 15 отбора от Европа участват в общо 6 групи, сред тях една с четири отбора, четири с три отбора и една с два отбора. В групата с четири отбора играят британските отбори, тъй като квалификациите се броят и за турнира British Home Championship. Победителят и вторият в групата се класират за световното първенство, а от другите групи — само победителят. В групите с три отбора (освен група 5) и групата с два отбора се играе на системата на директната елиминация.

### Група 1
Англия и Шотландия успяват да се класират за финалите на световното първенство. Шотландия се отказва от участие, тъй като първоначалната идея е била да се класира само победителя от групата.
| Крайно класиране |                  |        |       |
| Но.              | Страна           | Голове | Точки |
| 1                | Англия           | 14:3   | 6     |
| 2                | Шотландия        | 10:3   | 4     |
| 3                | Уелс             | 1:6    | 1     |
| 4                | Северна Ирландия | 4:17   | 1     |

Резултати:
| 01.10.1949 | Белфаст   | Сев. Ирландия | – | Шотландия     | 2:8 (0:3) |
| 15.10.1949 | Кардиф    | Уелс          | – | Англия        | 1:4 (0:3) |
| 09.11.1949 | Глазгоу   | Шотландия     | – | Уелс          | 2:0 (1:0) |
| 16.11.1949 | Манчестър | Англия        | – | Сев. Ирландия | 9:2 (4:0) |
| 08.03.1950 | Рексъм    | Уелс          | – | Сев. Ирландия | 0:0       |
| 15.04.1950 | Глазгоу   | Шотландия     | – | Англия        | 0:1 (0:0) |

### Група 2
Сирия се отказва от участие след изиграването на първата среща, поради което Турция се класира автоматично за втория кръг срещу Австрия. Преди срещата обаче австрийците оттеглят отбора си, поради което Турция се класира автоматично. Въпреки това те не се възползват от получената квота за финалната фаза.
Резултати:
Кръг 1
| 20.11.1949 | Анкара | Турция | – | Сирия | 7:0 (3:0) |

Кръг 2
|  | Турция | – | Австрия | не се състои |

### Група 3
Югославия печели решителния мач срещу Франция и се класира за световното първенство в Бразилия. Загубилите французи получават впоследствие предложение да участват на финалите на мястото на Шотландия, но след обявяването на градовете за мачовете предложението е отхвърлено.
Резултати:
Кръг 1
| 21.08.1949 | Белград  | Югославия | – | Израел    | 6:0 (4:0) |
| 18.09.1949 | Тел Авив | Израел    | – | Югославия | 2:5 (0:3) |

Кръг 2
| 09.10.1949 | Белград   | Югославия | − | Франция   | 1:1 (1:0)                 |
| 30.10.1949 | Коломб    | Франция   | – | Югославия | 1:1 (1:1)                 |
| 11.12.1949 | Флоренция | Югославия | – | Франция   | 3:2 след прод. (1:1, 2:2) |

### Група 4
Швейцария достига след две победи над Люксембург до втория квалификационен кръг, където трябваше да играе срещу Белгия. Белгийците обаче се отказват от участие, поради което „кръстоносците“ се класират автоматично за финалите
Резултати:
Кръг 1
| 26.06.1949 | Цюрих      | Швейцария  | – | Люксембург | 5:2 (3:1) |
| 18.09.1949 | Люксембург | Люксембург | – | Швейцария  | 2:3 (2:1) |

Кръг 2
|  | Швейцария | – | Белгия | не се състои |

### Група 5
Финландия се отказва от последния мач срещу Швеция, поради което ФИФА анулира всички мачове на финландците. Швеция се класира след две срещи срещу Ирландия за световното първенство.
| Крайно класиране |           |             |             |
| Но.              | Страна    | Голове      | Точки       |
| 1                | Швеция    | 6:2         | 4           |
| 2                | Ирландия  | 2:6         | 0           |
|                  | Финландия | оттеглил се | оттеглил се |

Резултати:
| 02.06.1949 | Стокхолм | Швеция    | – | Ирландия  | 3:1 (2:1)    |
| 08.09.1949 | Дъблин   | Ирландия  | – | Финландия | 3:0 (2:0)    |
| 02.10.1949 | Малмьо   | Швеция    | – | Финалндия | 8:1 (5:1)    |
| 09.10.1949 | Хелзинки | Финландия | – | Ирландия  | 1:1 (0:0)    |
| 13.11.1949 | Дъблин   | Ирландия  | – | Швеция    | 1:3 (0:2)    |
|            |          | Финландия | – | Швеция    | не се състои |

### Група 6
Испания успява да се класира за първенството в Бразилия след две срещи срещу Португалия. Португалците получават впоследствие предложение за участие на мястото на Турция, но отказват.
Резултати:
| 02.04.1950 | Мадрид  | Испания    | – | Португалия | 5:1 (3:1) |
| 09.04.1950 | Лисабон | Португалия | – | Испания    | 2:2 (0:1) |

## Южна Америка
С домакина Бразилия е заета една квота за Южна Америка. Останалите седем отбора са разделени в две групи за останалите места. Тъй като Аржентина от група 7 и Перу и Еквадор от група 8 оттеглят своето участие, останалите отбори се класират автоматично за световното първенство.

### Група 7
Резултати:
| 26.02.1950 | Ла Паз | Боливия   | – | Чили | 2:0 (0:0)  |
|            |        | Аржентина |   |      | оттегля се |

### Група 8
Резултати:
| Уругвай | Парагвай | Еквадор | Перу | не се играят срещи |

## Северна и Централна Америка
Трите отбора — Мексико, САЩ и Куба, играят квалификационен турнир в Мексико Сити. Отборите играят два пъти помежду си. Двата най-добри отбора (САЩ и Мексико) се класират за финалите в Бразилия.

### Група 9
| Крайно класиране |         |      |      |
| Pl.              | Land    | Tore | Pkt. |
| 1                | Мексико | 17:2 | 8    |
| 2                | САЩ     | 8:15 | 3    |
| 3                | Куба    | 3:11 | 1    |

Резултати:
| 04.09.1949 | Мексико Сити | Мексико | – | САЩ  | 6:0 (3:0) |
| 11.09.1949 | Мексико Сити | Мексико | – | Куба | 2:0 (1:0) |
| 14.09.1949 | Мексико Сити | САЩ     | – | Куба | 1:1 (1:1) |
| 18.09.1949 | Мексико Сити | Мексико | – | САЩ  | 6:2 (3:0) |
| 21.09.1949 | Мексико Сити | САЩ     | – | Куба | 5:2 (4:1) |
| 25.09.1949 | Мексико Сити | Мексико | – | Куба | 3:0 (1:0) |

## Азия
Четирите отбора от Азия, които изявяват желание да участват в квалификациите, трябва да изиграят два квалификационни кръга. След като всички отбори освен Индия оттеглят отборите си, квотата за Азия е спечелена от Индия без да се изиграе една среща. Тъй като ФИФА забранява да се играе футбол без нужните обувки, то Индия се оттегля от участие.

### Група 10
Резултати:
Кръг 1
| Индия    | – | Бирма     | не се състои |
| Филипини | − | Индонезия | не се състои |